# Stephan Lohr
Stephan Lohr (* 19. Juni 1950 in Siegburg; † 25. Mai 2024 in Hannover) war ein deutscher Literaturwissenschaftler sowie Verlags- und Rundfunk-Redakteur.

## Leben
Lohr studierte die Fächer Germanistik, Politikwissenschaft und Soziologie an der Leibniz Universität Hannover und legte anschließend sein Staatsexamen für das höhere Lehramt ab.
Ab 1977 arbeitete er als Verlagsredakteur beim Friedrich Verlag in Seelze, bevor er 1988 als Kulturredakteur zum NDR in Hannover wechselte. Dort leitete er ab 2008 die Literaturredaktion und veröffentlichte als Leiter der Redaktion von NDR Kultur bis 2014 zahlreiche Hörfunkbeiträge, aber auch „einige Fernsehbeiträge zu vornehmlich kulturellen Themen“.
In jüngerer Zeit beriet Lohr beispielsweise das Internationale Literaturfestival Göttinger Literaturherbst, kuratierte die Hannah-Arendt-Tage in Hannover, moderierte Lesungen und Diskurse und verfasste diverse Kritiken. Lohr starb am 25. Mai 2024 in Hannover.

## Publikationen (Auswahl)
- Rainer Lewandowski, Stephan Lohr: Bürgerliche Presse, Gewalt gegen links, Strategie der Gegenreform (= Reihe Politische Analysen), Starnberg: Raith, 1974, ISBN 978-3-921121-59-7 und ISBN 3-921121-59-0
- Stephan Lohr (Hrsg.): Goethe in Ökonomie, Technik und Politik (= Der Deutschunterricht, Jahrgang 39, Heft 4)
- Stephan Lohr (Hrsg.): Goethe in Ökonomie, Technik und Politik. „Blick vom Ende auf den Anfang, Goethes Welt-Ansichten und die Perspektiven der Gegenwart.“ Tagung. Hauptvorträge (= Loccumer Protokolle, [19]87, Heft 7), Velber [i.e.] Seelze: Friedrich; [Stuttgart]: Klett Verlag, 1987, ISBN 978-3-617-20016-2 und ISBN 3-617-20016-8; Inhaltsverzeichnis
- Stephan Lohr (Hrsg.): Kulturlandschaft Stadt 2000, Hannover: Fackelträger-Verlag, 1991, ISBN 978-3-7716-2316-6 und ISBN 3-7716-2316-2
- Stephan Lohr, Ludwig Zerull (Hrsg.): Die 1960er Jahre in Hannover. Künstler, Galerien und Straßenkunst. 2. Dezember 2007–30. März 2008, herausgegeben in Zusammenarbeit mit dem Sprengel-Museum Hannover, Hannover: Sprengel-Museum, 2007, ISBN 978-3-89169-206-6